# Villanueva (Honduras)
Villanueva é uma cidade de Honduras localizada no departamento de Cortés.